# Hugo Tranberg
Hugo Tranberg (25 de junio de 1885 - 22 de enero de 1958) fue un actor teatral y cinematográfico de nacionalidad sueca.

## Biografía
Su nombre completo era Hugo Wilhelm Tranberg, y nació en Söderhamn, Suecia, siendo sus padres el ingeniero Knut Tranberg y Fanny Beatly. Cursó estudios en la Palmgrenska samskolan de Estocolmo, así como en la Escuela Técnica de Norrköping. Se formó teatralmente en la escuela del Teatro Dramaten en 1904, completando sus estudios artístico entre 1906 y 1907. Desde entonces hasta 1921 actuó en el Vasateatern de Estocolmo, aunque también trabajó para Einar Fröberg en 1910–1912, para el Lilla Teatern de Estocolmo en 1912–1913, y para el Blancheteatern por un total de nueve años. Fue también actor del Riksteatern y participó en giras.
Hugo Tranberg falleció en 1958 en la Parroquia Oscar de Estocolmo, y fue enterrado en el Cementerio Norra begravningsplatsen de esa ciudad.

## Filmografía (selección)
- 1913 : Ingeborg Holm
- 1914 : Halvblod
- 1919 : Ett farligt frieri
- 1921 : Cirkus Bimbini
- 1921 : Kvarnen
- 1923 : Andersson, Pettersson och Lundström
- 1924 : En piga bland pigor
- 1925 : Öregrund-Östhammar
- 1933 : Kanske en diktare
- 1934 : Marodörer
- 1936 : Samvetsömma Adolf
- 1936 : Kärlek och monopol
- 1938 : Styrman Karlssons flammor
- 1938 : Pengar från skyn
- 1939 : Panik
- 1940 : Frestelse
- 1940 : Blyge Anton
- 1940 : Mannen som alla ville mörda
- 1941 : Landstormens lilla argbigga
- 1941 : Nygifta
- 1942 : Lyckan kommer
- 1943 : Det brinner en eld
- 1944 : Skeppar Jansson
- 1944 : Fia Jansson från Söder
- 1944 : Gröna hissen
- 1944 : Vår Herre luggar Johansson
- 1944 : Fattiga riddare
- 1945 : Kungliga patrasket
- 1945 : Trötte Teodor
- 1945 : 13 stolar
- 1946 : När ängarna blommar
- 1946 : Begär
- 1947 : Mästerdetektiven Blomkvist
- 1949 : Hin och smålänningen
- 1949 : Människors rike
- 1951 : Puck heter jag
- 1952 : Kalle Karlsson från Jularbo

## Teatro (selección)
- 1907 : Cathérine, de Henri Lavedan]], Vasateatern[3]
- 1908 : Man kan aldrig veta, de George Bernard Shaw, Vasateatern[4]
- 1908 : Det nya huset, de Thore Blanche, Vasateatern[5]
- 1908 : Amatörtjuven, de E. W. Hornung y Eugene Presbrey, Vasateatern[6]
- 1908 : Har ni något att förtulla?, de Maurice Hennequin, Vasateatern[7]
- 1908 : Fröken Josette - min hustru, de Paul Gavault y Robert Charvay, Vasateatern[8]
- 1908 : Bland bålde riddersmän, de Harriett Jay, dirección de Knut Nyblom, Vasateatern[9]
- 1913 : Amatörtjuven, de E. W. Hornung y Eugene Presbrey, dirección de Knut Nyblom, Vasateatern[10]
- 1913 : Borgmästarinnan, de Maurice Hennequin y Pierre Veber, dirección de Albert Ranft, Vasateatern[11]
- 1914 : Affären Costa Negra, de Gustaf Janson, Vasateatern[12]
- 1914 : Kontanter, de James Montgomery, dirección de Knut Nyblom, Vasateatern[13]
- 1914 : När fruarna resa, de André Monetzi-Eon y Nicolas Nancey, dirección de Knut Nyblom, Vasateatern[14]
- 1914 : Trötte Teodor, de Max Neal y Max Ferner, dirección de Knut Nyblom, Vasateatern[15]
- 1915 : Nattfrämmande, de Fritz Friedmann-Frederich, Vasateatern[16]
- 1915 : Inkvartering, de Dick Digerman, dirección de Oscar Byström, Vasateatern[17]
- 1915 : Niobe, de Harry Paulton y Edward Paulton, dirección de Oscar Byström, Vasateatern[18]
- 1915 : Försvarsadvokaten, de Ferenc Molnár, dirección de  Knut Nyblom, Vasateatern[19]
- 1916 : Herkulespillerna, de Maurice Hennequin, Vasateatern[20]
- 1917 : Diamanten, de Horace Hedges y Wigney Percyval, dirección de Knut Nyblom, Vasateatern[21]
- 1917 : Lilla yrhättan, de H. M. Harwood, dirección de Knut Nyblom, Vasateatern[22]
- 1917 : Dollarmiljonen, de Anders Eje, dirección de Knut Nyblom, Vasateatern[23]
- 1917 : Victor Lundbergs barn, de Hans Sturm, dirección de Knut Nyblom, Vasateatern[24]
- 1918 : Äktenskapskarusellen, de Langdon Mitchell, Vasateatern[25]
- 1918 : Häxmästaren, de Georges Berr y Louis Verneuil, dirección de Knut Nyblom, Vasateatern[26]
- 1918 : Den bättre hälften, de Franz Arnold y Ernst Bach, dirección de Knut Nyblom, Vasateatern[27]
- 1920 : Kiki, de André Picard, dirección de Ernst Eklund, Blancheteatern[28]
- 1921 : Paracelsus, de Arthur Schnitzler, dirección de Ernst Eklund, Blancheteatern[29]
- 1921 : Skulden till allt, de León Tolstói, dirección de Alexander Moissi, Blancheteatern[30]
- 1921 : Det levande liket, de León Tolstói, dirección de Alexander Moissi, Blancheteatern[31]
- 1921 : Askungen, de Ludvig Brandstrup, dirección de Arthur Natorp, Blancheteatern[32]
- 1922 : Madame Sherry, de Hugo Felix, Maurice Ordonneau, Benno Jacobson, dirección de Ernst Eklund, Blancheteatern[33]
- 1922 : La tía de Carlos, de Brandon Thomas, dirección de Elis Ellis, Blancheteatern[34]
- 1922 : Lulu, de Frank Wedekind, dirección de Maria Orska, Blancheteatern[35]
- 1922 : Nu kommer madame, de Gilda Varesi y Dolly Byrne, dirección de Nils Arehn, Blancheteatern[36]
- 1922 : Mexiko-guld, de Rudolf Lothar y Hans Bachwitz, dirección de Uno Brander, Blancheteatern[37]
- 1922 : Dick eller Danny, de Lee Wilson Dodd, dirección de Erik Berglund, Blancheteatern[38]
- 1922 : Babyn, de Hans Sturm y Fritz Jakobstedter, dirección de Nils Arehn, Blancheteatern[39]
- 1923 : Din nästas fästmö, de Adelaide Matthews y Anne Nichols, dirección de Ernst Eklund, Blancheteatern[40]
- 1923 : Amor och Psyke, de Erik Wilhelm Olson, Blancheteatern[41]
- 1923 : Sten Stensson Stéen från Eslöf, de John Wigforss, dirección de Elis Ellis, Blancheteatern[42]
- 1924 : Grevinnan Lolotte, de Leopold Lipschütz, dirección de Ernst Eklund, Blancheteatern[43]
- 1924 : Odygdens belöning, de Félix Gandéra y Claude Gevel, dirección de Karin Swanström, Blancheteatern[44]
- 1927 : Skräddar Wibbel, de Hans Müller-Schlösser, dirección de Sigurd Wallén, Folkan[45]
- 1928 : Mary Dugans process, de Bayard Veiller, dirección de Harry Roeck-Hansen, Blancheteatern[46]
- 1929 : Hotell Pompadour, de Walter Hackett, dirección de Harry Roeck-Hansen, Blancheteatern[47]
- 1929 : Brevet, de William Somerset Maugham, dirección de Harry Roeck-Hansen, Blancheteatern[48]
- 1929 : Cocktails, de Leslie Howard, dirección de Harry Roeck-Hansen, Blancheteatern[49]
- 1930 : Pengar på gatan, de Rudolf Bernauer y Rudolf Oesterreicher, dirección de Harry Roeck-Hansen, Blancheteatern[50]
- 1930 : Storken, de Thit Jensen, dirección de Harry Roeck Hansen, Blancheteatern[51]
- 1931 : Madame ordnar allt, de M. Aubergson, dirección de Harry Roeck-Hansen, Blancheteatern[52]
- 1931 : Sex appeal, de Frederick Lonsdale, dirección de Harry Roeck-Hansen, Blancheteatern[53]
- 1931 : Storken, de Thit Jensen, dirección de Harry Roeck Hansen, Blancheteatern
- 1931 : Till polisens förfogande, de Max Alsberg y Otto Ernst Hesse, dirección de Harry Roeck-Hansen, Blancheteatern[54]
- 1931 : Tredubbelt gifta, de Anne Nichols, dirección de Semmy Friedmann, Blancheteatern[55]
- 1932 : Syndafloden, de Henning Berger, dirección de Harry Roeck-Hansen, Blancheteatern[56]
- 1932 : Harrys bar, de Berndt Carlberg y Gösta Chatham, dirección de Nils Johannisson, Blancheteatern[57]
- 1932 : Urspårad, de Karl Schlüter, dirección de Svend Gade, Blancheteatern[58]
- 1932 : Obs, nymålat, de René Fauchois, dirección de Harry Roeck-Hansen, Blancheteatern[59]
- 1932 : Tredubbelt gifta, de Anne Nichols, dirección de Semmy Friedmann, Blancheteatern[60]
- 1933 : Livet har rätt, de Dicte Sjögren, dirección de Harry Roeck-Hansen, Blancheteatern[61]
- 1933 : I de bästa familjer, de Anita Hart y Maurice Braddell